# Mein Herz brennt
Singles de Rammstein
Mein Land
(2011) Deutschland
(2019)
Pistes de Mutter
Links 2 3 4
« Mein Herz Brennt » (« Mon cœur brûle » en français) est un single du groupe de métal allemand Rammstein. La chanson fit sa première apparition comme ouverture du troisième album du groupe, Mutter, en 2001, et était jouée en ouverture des concerts de cette époque. En 2011, elle fit son apparition sur le premier album compilation du groupe, Made in Germany 1995-2011, étant alors la seule musique de cette compilation à ne pas être sortie comme single et à ne pas avoir fait l'objet d'un clip vidéo. Le 22 novembre 2012, le groupe annonça que la chanson sortirait en single pour promouvoir la future compilation Videos 1995-2012. Une version piano de la chanson est sortie en single le 7 décembre 2012.
Les paroles de la chanson font intervenir un narrateur décrivant la peur des cauchemars. La ligne d'introduction de la chanson (« Nun, liebe Kinder, gebt fein Acht. Ich habe euch etwas mitgebracht », en français « Maintenant, chers enfants, faites bien attention. Je vous ai apporté quelque chose ») vient de l'émission de télévision allemande pour enfants de la fin des années 1950, Sandmann (Le Marchand de sable). Chaque soir, dans l'émission, le marchand de sable raconte des histoires pour s'endormir.

## Clips vidéo
Deux clips distincts ont été réalisés pour Mein Herz Brennt : un pour la version originale et un autre pour la reprise au piano. Le clip de la version piano a été diffusé en avant-première le 7 décembre 2012 via Vimeo. Il a été filmé dans la salle de bains principale du complexe hospitalier de Beelitz-Heilstätten, et a été réalisé par Zoran Bihac. C'est la quatrième collaboration de Bihac avec le groupe, ayant déjà réalisé auparavant les clips de " Links 2 3 4 ", " Mein Teil " et  '' Rosenrot ". Bihac décrit la relation entre les deux vidéos comme le ''' Yin et yang '', la version piano étant le yang. 
Le clip de la version originale de la chanson est sorti le 14 décembre 2012.

## Éditions disponibles

### Maxi CD
1. Mein Herz Brennt - Piano Version - 4:31
2. Gib mir deine Augen - 3:44
3. Mein Herz Brennt - Video Edit - 4:18
4. Mein Herz Brennt - Boys Noize RMX - 5:00
5. Mein Herz Brennt - Piano Instrumental - 4:31

### Édition exclusive iTunes
1. Mein Herz Brennt - Piano Version - 4:31
2. Gib mir deine Augen - 3:44
3. Mein Herz Brennt - Video Edit - 4:18
4. Mein Herz Brennt - Boys Noize RMX - 5:00
5. Mein Herz Brennt - Piano Instrumental - 4:31
6. Mein Herz Brennt - Turntablerocker RMX - 5:23

### Vinyle 7"
1. Mein Herz Brennt - Piano Version - 4:31
2. Gib mir deine Augen - 3:44

## Historique des sorties
| Pays                                                      | Date             |
| --------------------------------------------------------- | ---------------- |
| Allemagne Autriche Finlande Suède, iTunes (international) | 7 décembre 2012  |
| France Royaume-Uni                                        | 10 décembre 2012 |
| Espagne États-Unis Canada                                 | 11 décembre 2012 |